# シーリ・ノルディン

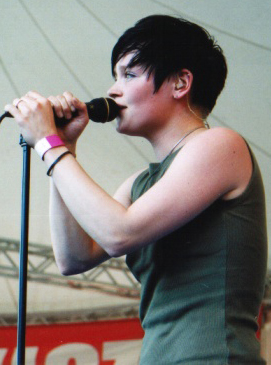
シーリ・ノルディン

シーリ・ノルディン（Siiri Nordin, 1980年10月15日 - ）は、フィンランドの解散したロックバンド、キラーに所属していた元歌手。2003年に映画 Helmiä ja sikoja で使われた彼女の歌 "Sydämeni osuman sai"（ジーン・ピットニーの "Something's Gotten Hold of My Heart" のカバー）でヒットした。
2004年に音楽活動を停止してボート製造業をするようになった。そして彼女はカールフレンドのミルヤとその秋シビル・ユニオンした。
2006年4月にソロアルバム"Me Too"をフィンランドのレーベルNext Big Thingからリリースした。
| スタブアイコン | サブスタブ | この項目は、まだ閲覧者の調べものの参照としては役立たない、歌手に関連した書きかけの項目です。この項目を加筆・訂正などしてくださる協力者を求めています（P:音楽/PJ:芸能人）。 |